# Sauzon
Sauzon (tiếng Breton: Saozon) là một thị trấn trong tỉnh Morbihan thuộc vùng Bretagne ở tây bắc nước Pháp.